# 人格權
人格權或知名權（英語：Personality rights）大致上包含兩項權利：公開發表權（英語：Publicity Rights）——拒絕自己的影像或其他類似的代表性物件未經同意或簽約就被作為商業用途的權利，類似商標的權利；隱私的權利——拒絕自己身份未經同意就被公開的權利。

## 中華民國(台灣)
人格權、名譽，指個人身分、能力、學識、職業與家庭等，影響人格尊嚴形成的各種評價，或稱為人的第二生命，在中華民國民法第18條與第195條列為一般人格權受保護，中華民國憲法雖未明文保護但可以使用憲法第22條的基本權利概括保障。
司法院釋字第509號解釋雖然憲法第11條保障人民有言論自由權利，但涉及個人名譽、隱私與公共利益保護，法律得為合理限制。
妨害名譽章法見於刑法第309條公然侮辱罪處罰不論事實與否之抽象謾罵；第310條意圖散布於眾而指謫傳述足以毀損他人名譽之事。
誹謗章法見於刑法第311條第3款規定：「以善意發表言論，而有左列情形之一者，不罰：三、對於可受公評之事，而為適當之評論者。」其中不罰的條件是所謂「可受公評之事」，係指依該事實之性質，在客觀上係可接受公眾評論者，如國家或地方之政事、政治人物之言行、公務員執行職務之行為、與公共安全、社會秩序、公眾利益有關之事件等。
誹謗罪不罰的部分是以所認為之事實為依據，加以論證是非，可為正面評價，亦可為負面評價，依各人的自由意志選擇，做道德上的非難或讚揚，可以容忍一定程度的不友善言論與行為。
誹謗罪處罰的部分是內容屬於依個人喜好，任意混入個人感情，表示純主觀的厭惡喜好，以不堪、不雅之詞語而為情緒性之謾罵，則有可能觸犯誹謗罪。